# Культура Ирландии
Культура Ирландии включает язык, литературу, музыку, искусство, фольклор, кухню и спорт, связанные с Ирландией и ирландцами. С ирландской культурой часто ассоциируют семейность, чувство юмора и уважение традиций.
На протяжении длительного периода начиная с древности, значительное влияние на культуру острова оказывали гэлы. Позднее большое влияние оказала английская колонизация, подавлявшая местные обычаи. Начиная с пятого века исторически тесно связанным с культурой Ирландии является Христианство, прежде всего — католицизм.

Благодаря миграции с острова, ирландская культура широко распространена, и берущие своё начало из неё праздники вроде Дня святого Патрика и Хэллоуина (происходящий от гэльского Самайна) отмечаются по всему миру.

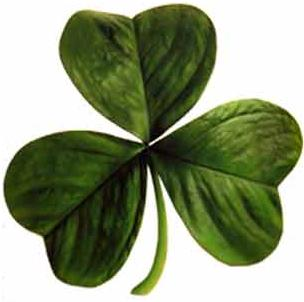
Клевер

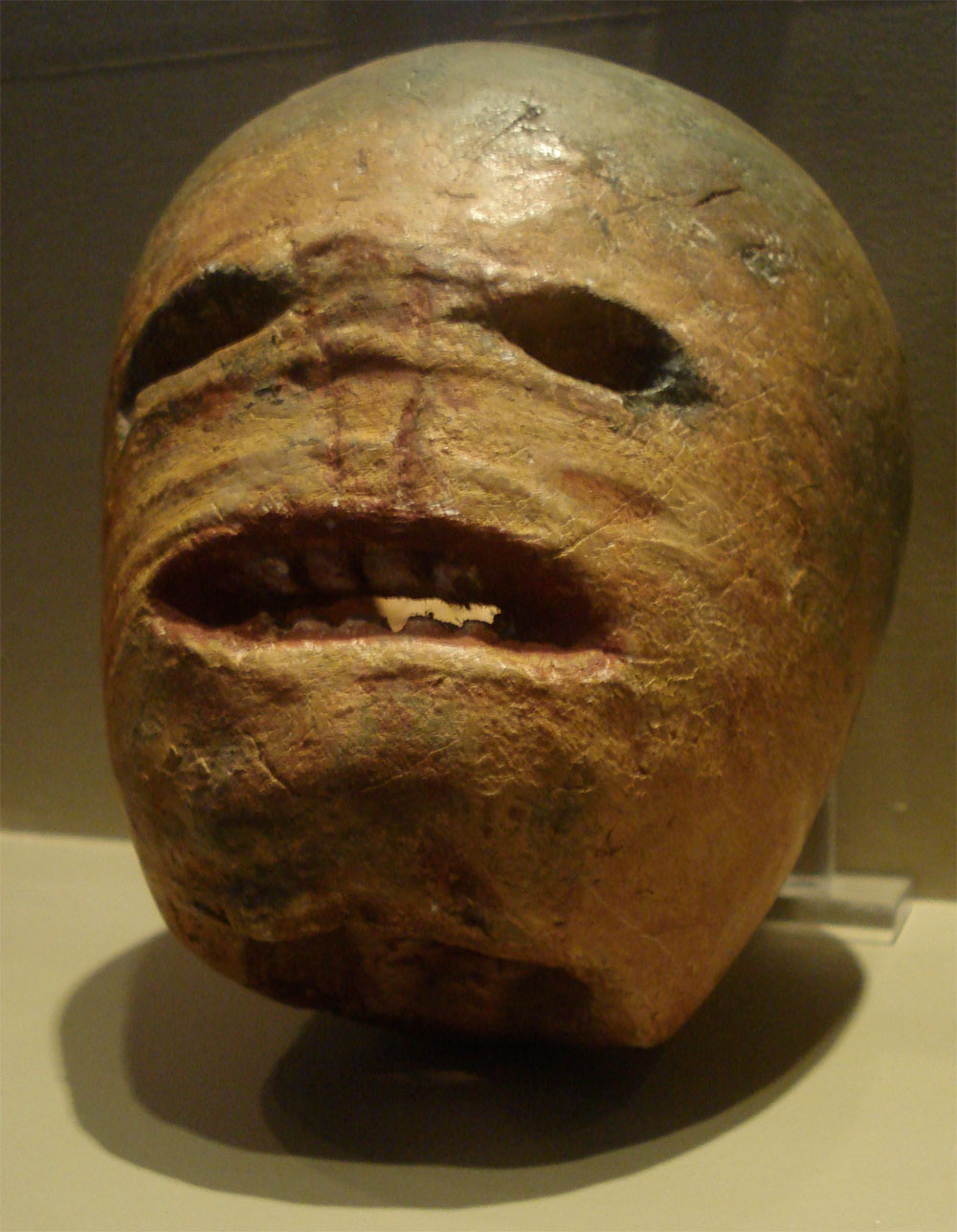

## История
Ирландия была впервые заселена около 7500 до н. э. мезолитическими рыбаками-охотниками, вероятно, из Шотландии. Им пришли на смену неолитические люди, которые использовали кремнёвые орудия, и затем люди из Средиземноморья, известные в легендах как Фир Болг, которые использовали бронзовые орудия. Позже прибыли пикты (круитни), также люди бронзового века, имевшие, возможно, иберийское происхождение. Обширные следы культуры этого раннего периода остаются живыми в форме каменных памятников (менгиров, дольменов, кромлехов) и каменных фортов. Они датируются от 2000 до 1000 до н. э.
В течение железного века, кельтское вторжение (приблизительно 350 до н. э.) внесло новые культурные элементы в Ирландию. Самые старые примеры кельтского языка (Gaeilge) обнаружены на огамической надписи на камне в графстве Кэрри датированной V веком. Ирландия была обращена в христианство Святым Патриком в V веке. Храмы и монастыри, основанные им и его преемниками стали каналом, по которым христианское искусство проникало в грубую и воинственную жизнь кельтов.

### Земледелие и хозяйство
Исследование таких археологических памятников, как Кейдские поля и Лох-Гур, показывает, что земледельческий образ жизни появился на территории Ирландии ещё в неолите, около 6 тысяч лет назад. Более поздние исторические памятники вроде «Похищения быка из Куальнге» (ок. 7 века) показывают общество, в котором фермерские животные (коровы) являются источником благосостояния и социального статуса.
Норманны, распространившиеся по Ирландии после вторжения в 12 веке, заменили систему древнеирландского права (Brehon Law) манориальной системой владения землёй и социальной организации, что привело к возвышению роли графств над деревнями и «таунлендами», по одним оценкам означавшему упорядочение жизни общества и сельского хозяйства.

### Путешественники
Отдельной культурно-этнической группой внутри ирландского народа являются «пэйви», или путешественники, ведущие кочевой образ жизни. Хотя кочевое наследие исходит ещё из гэльской культуры, предполагается, что пэйви выделились из основного населения около 12 поколений или 360 лет назад, что исключает версию об их появлении во время Великого голода 1840-х годов. Другие версии их возникновения углубляются в Кромвельские походы, либо ещё дальше вплоть до англо-норманнских завоеваний. Они пользуются своим уникальным языком — шелта, смесью английского и ирландского.

## Религия, фольклор и мифология
На протяжении столетий до прихода христианства население Ирландии практиковало кельтское язычество, содержащее в себе традицию друидизма, о чём писал ещё Юлий Цезарь. Кельтские обычаи были очень тесно связаны с ирландской культурой, видоизменяясь и приобретая самобытность в виду изолированного положения острова. Считается, что ирландское язычество содержало следующие элементы: круговорот жизни с перерождением; загробный мир как живой и параллельный нашему, со своими богами и существами; медитацию; возможность некоторых людей глубоко познать мир и стать мудрецами; представление о магии, пророчествах и предсказаниях.
Первое знакомство с христианством произошло у ирландцев ориентировочно в 400 году или раньше, предположительно, через культурный обмен с Римской Британией. Раннесредневековые движения и церковные структуры, занимавшиеся продвижением этой религии на острове, принято называть «кельтским христианством» или «кельтской церковью», которая просуществовала как организация до 12 века. При этом мнения исследователей о местной специфике практикуемого в то время христианства, как и о его отношении к римскому течению, разнятся — так, некоторые выдвигают гипотезу, что вплоть до Великой схизмы ирландское христианство имело больше общего с православием.
Полноценное организованное распространение христианства в Ирландии началось на юге острова (на тот момент — королевство Мунстер) в 5 веке, и чаще всего связывается с именем главного ирландского святого — Патрика. Перед ним первым ирландским епископом, выбранным Папой Целестином I в 431 году, был Палладий. Его шаги по началу христианизации были описаны в хронике Проспера Аквитанского, опубликованной в 433 году.
На сегодняшний день большинство ирландцев являются католиками, а также небольшие их группы — православными и протестантами. Большинство протестантов сосредоточено в провинции Великобритании Северная Ирландия. Широко известна горячая взаимная неприязнь между ирландскими католиками и протестантами, периодически выливающаяся в гражданские конфликты вроде Ирландской Смуты. Протестанты в основном выступают сторонниками британской власти, а католики — оппозицией ей.

### Мифология
В период до задокументированной истории ирландские мифы и легенды существовали в устной форме. Затем многие из них были записаны христианскими монахами, которые придавали им религиозные мотивы. Мифология Ирландии в своих историях рассказывает о божественных существах, королях и героях и является самой хорошо сохранившейся на Британских островах.
Мифы традиционно делятся не несколько объединённых тематикой циклов, состоящих из скел (ирл. «scela», повесть/сага):
- Мифологический — истории и поэмы, основанные на языческих верованиях, рассказывающие о мифических расах вроде племён богини Дану и Фоморов. Главные произведения цикла: Книга захвата Ирландии, Битва при Маг Туиред и Дети Лира[англ.].
- Уладский (Ulster) — героические легенды о древней стране Улад/Ульстер. Основная история — эпик «Похищение быка из Куальнге».
- Фенианский — сборник историй о легендарном герое Финне Маккуле и его братстве воинов (Koryos) Фианна[англ.]. Из него можно выделить Acallam na Senórach[англ.] (Истории (сказки) древних (старейшин)[29], Разговор со старейшими[30]).
- Исторический (королевский)[англ.] — легенды об исторических и полуисторических королях Ирландии вроде Конайре Великого и Кормака мак Арта. Можно выделить историю «Безумие Суибне».

### Фольклор
Ирландский фольклор включает в себя народные сказания, песни, праздники и другие виды народного творчества.
Многие известные существа ирландского фольклора являются пережившими христианизацию языческими божествами и персонажами древних легенд:
- Лепрекон, первые изображения которого датируются примерно восьмым веком (сага о Фергусе мак Лети[англ.]), и который, по популярной версии, является изменённой формой древнего бога Луга[31]. Предполагается эволюция образа Луга из легендарного героя в рукодельца, живущего под землёй, за что его бы называли «Lugh-chromain», то есть «сгорбленный Луг»[32]. При этом некоторые современные исследователи отмечают маловероятность образования слова «лепрекон» от имени бога с лингвистической точки зрения[33].
- Феи, появлявшиеся в народных историях многих народов Европы[34], во многом созвучны с ирландскими существами Сидами. Согласно легендам, они происходили от Племён богини Дану[35], ушедших жить в маленькие каменные форты[англ.], и считались то предками человека, то духами природы, то полноценными богами[36]. Новая волна их упоминаний и изображений, а также усреднение и упрощение образа произошли в 19 веке, во время «Кельтского возрождения»[37].
- Банши — особая разновидность фей, предвещающая смерть. Также иногда называется богиней или существом, восставшим из мёртвых. Самыми ранними формами её образа могли выступать богини-воины или королевы фей вроде Морриган или Бадб[38].

## Праздники
Рождеству посвящено несколько ирландских традиций. В День Святого Стефана (26 декабря, в честь первого христианского мученика) проходит охота на крапивника, в рамках которой празднующие устраивают уличные шествия с чучелом птицы. До переосмысления праздника в 20 веке тушка была настоящая, и на крапивника, считавшегося трикстером, разрешалось охотиться только в этот день за весь год.
Наиболее важным национальным праздником Ирландии является День святого Патрика, 17 марта. На всём острове и в ирландских диаспорах по всему миру его отмечают парадами и фестивалями. Помимо начала распространения христианства, Патрику традиционно приписывают чудеса вроде изгнания всех змей из Ирландии. Ирландские эмигранты, особенно в США, со временем придали празднику светский характер, посвящённый всей ирландской культуре. Например, в Чикаго с 1962 года в этот день красят реку в зелёный цвет, ставший новым символом праздника. Из еды с Днём Святого Патрика ассоциируются солонина (corned beef) и капуста.
Протестанты Северной Ирландии 12 июля отмечают Двенадцатое, или День оранжистов.

## Спорт
Национальными видами спорта являются хёрлинг, напряжённая игра, подобная хоккею на траве, и гэльский футбол, который похож как на обычный футбол, так и на регби. Скачки — очень популярный спорт, заезды проходят повсюду в республике.

## Искусство
История разных отраслей искусства в Ирландии начинается ещё пять тысяч лет назад, с первых обнаруженных рисунков на стенах древних гробниц. Именно тогда здесь начали встречаться знаменитые символы, использовавшиеся затем на всех Британских островах, в том числе после завоевания многих кельтских земель римлянами: крест, узел, трискелион. Христианизация принесла централизованное распространение знаний и навыков, связанных с искусством.

### Живопись и скульптура
C V до IX столетия ирландские монастыри произвели всемирно известные художественные работы, прежде всего в форме рукописей, украшенных цветными рисунками. Наиболее знаменитой из подобных работ считается Келлская книга, в которой представлены наиболее красивые примеры чистописания Средневековья.
Ирландское искусство в течение периода английского доминирования рассматривалось обычно в рамках английской школы живописи. После XVII века многие ирландские живописцы и скульпторы достигли известности, в результате чего можно говорить о формировании ирландской школы живописи. Ирландские живописцы Джордж Баррет, Джеймс Барри, и Натаниэл Хоун старший, вместе с сэром Джошуа Рейнолдсом, были соучредителями Королевской Академии в 1768 году. Джеймс Артур О’Коннор являлся видным художником-пейзажистом того периода, а Дэниел Маклис создал великолепные фрески в Королевской Галерее Палаты Лордов. Среди ирландских живописцев XIX века европейскую известность получили Натаниэл Хоун младший и Уолтер Ф. Осборн, а также постимпрессионист Родерик О’Конор. Одним из ведущих мастеров экспрессионизма ныне признан Джек Батлер Йейтс, сын художника Джона Батлера Йейтса и брат поэта Уильяма Батлера Йейтса. В недавнее время получили признание работы кубистской художницы Мейни Джеллет и мастера церковных витражей Иви Хоун.

### Литература

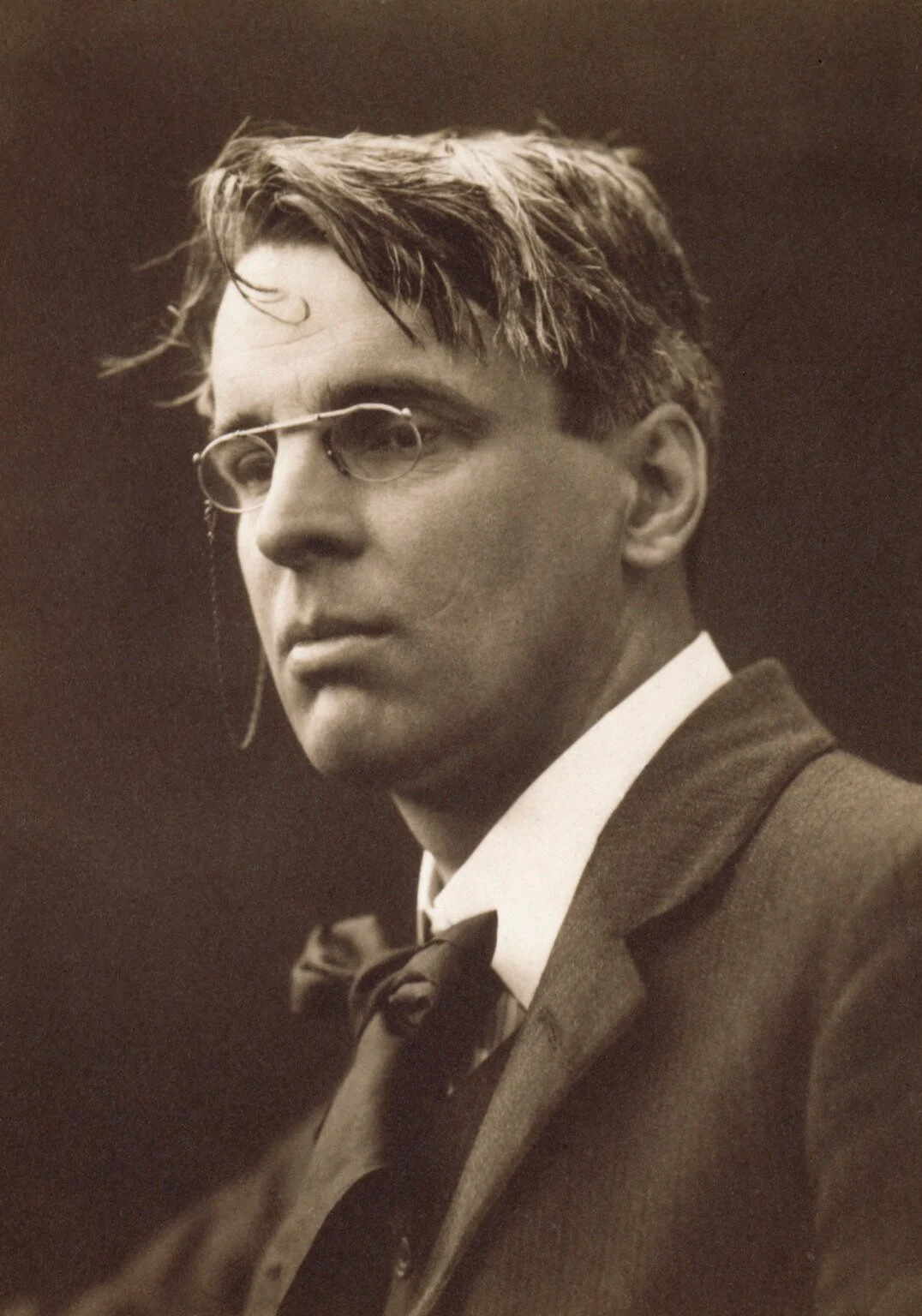

### Музыка
Ирландские музыканты были известны повсюду в Европе уже к XII веку. Наиболее знаменитым из них был слепой арфист Турлаф O’Каролан (Turlough O`Carolan), который сочинил около 200 композиций, в основном, для своих покровителей. Многие его сочинения были опубликованы в Дублине в 1720 году. Его музыку для арфы до сих пор исполняют во всем мире. Примерно в это же время был основан ежегодный народный фестиваль под названием Фейш, посвящённый сохранению и поддержке искусства игры на флейте.
Ирландская народная музыка очень разнообразна: от колыбельных до застольных песен, от медленных инструментальных мелодий до быстрых зажигательных танцев, и в них огромную роль занимает использование вариаций и нюансов ритма и мелодии. На Белфастском фестивале артистов в 1792 году Эдвард Бантинг подготовил первое собрание традиционных ирландских мелодий и песен, которые издал в 1796 году. Томас Мур, великий ирландский поэт, широко использовал работы Бантинга в своём известном сборнике «Ирландские Мелодии», впервые изданном в 1807 году.

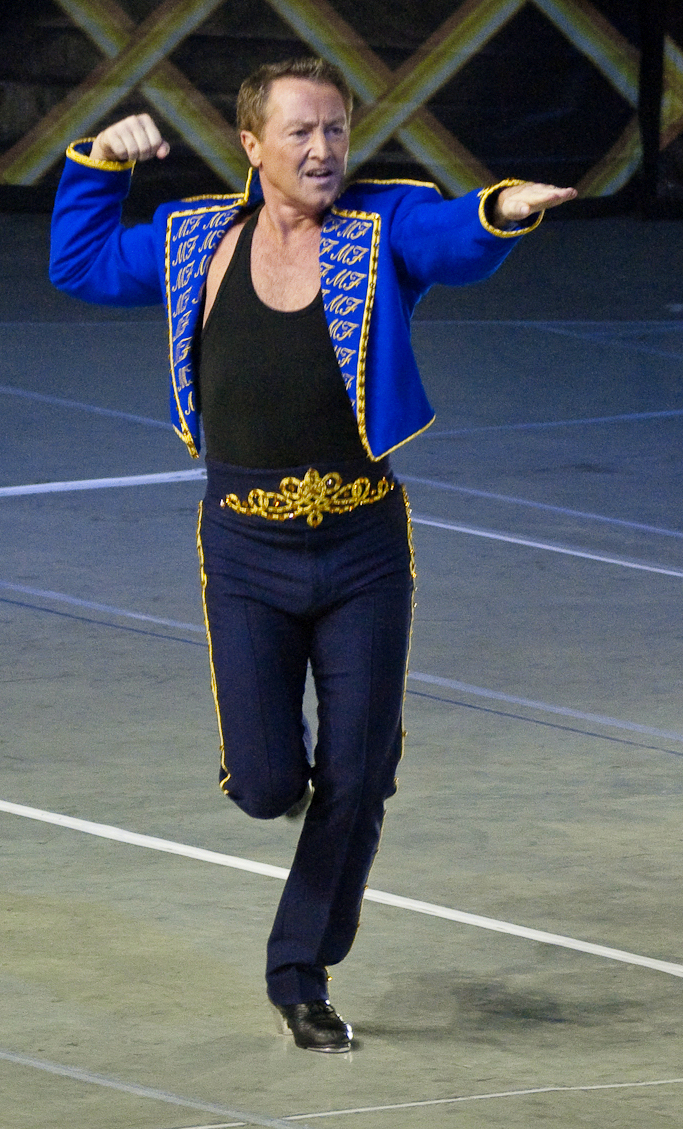
Майкл Флэтли

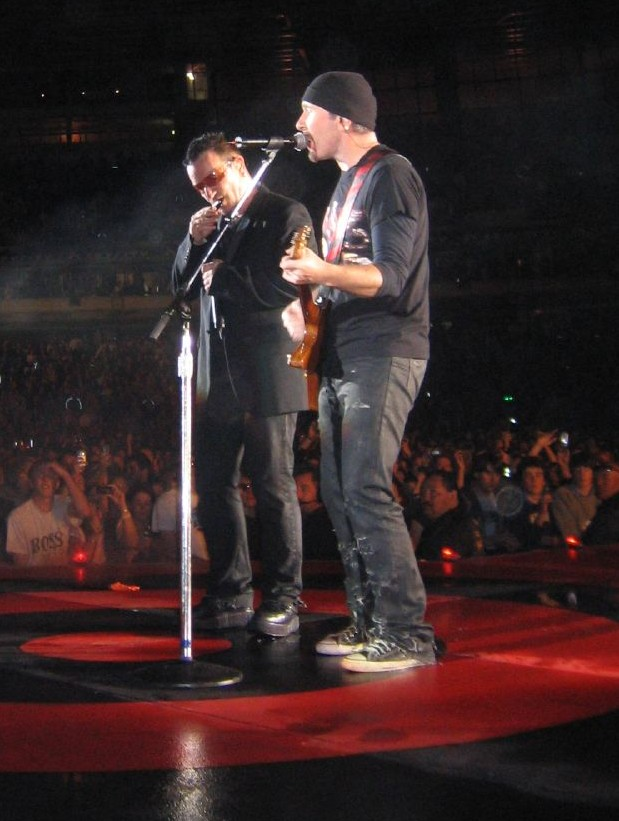
U2

Классические формы музыки не были широко известны в Ирландии до XVIII века. Пианист Джон Филд, учитель русского композитора Михаила Глинки, был первым ирландским композитором, который добился международной славы со своими ноктюрнами; он считается предшественником Шопена. Майкл Уильям Балф получил известность благодаря своей опере «Цыганка». Среди наиболее известных ирландских солистов был концертный и оперный тенор Джон Маккормак.
В XX веке в Ирландии широко развилась рок-музыка. Наиболее известными рок-группами Ирландии стали My Bloody Valentine, U2, Thin Lizzy и The Cranberries. Также возродился интерес к народной музыке и танцу. Появилось большое количество фолк-музыкальных коллективов: Cruachan, Clannad, The Chieftains, The Dubliners, Planxty. Большой успех имеют танцевальные представления Майкла Флэтли Lord of the Dance и Feet of Flames. Обычаям и культуре уделяют внимание и ирландские представители популярной и альтернативной музыки: Шинейд О’Коннор, Эния (Энья Патриша Ни Бреннан), её сестра Мойя Бреннан (Майрэ Филомела Бреннан), Ронан Китинг, Брендан Перри.
Поп-музыка также поднялась на новый уровень в Ирландии, благодаря участнику группы One Direction Найлу Хорану.

### Танцы
Традиционные ирландские танцы, сформировавшиеся в XVIII—XX веках, включают сольные танцы, Ирландские кейли, Сет-танцы (социальные танцы), Шан-нос. Все виды ирландских танцев исполняются исключительно под традиционные ирландские танцевальные мелодии: рилы, джиги и хорнпайпы.

## Библиотеки и музеи
Наиболее важные ирландские библиотеки и музеи находятся в Дублине. Национальная библиотека Ирландии, более чем с 500 000 томов, является самой большой общественной библиотекой в стране. Библиотека Тринити-колледжа, основанная в 1601 году, содержит приблизительно 2,8 миллиона томов, включая Келлскую книгу. Вместе с выставками в областях искусства, промышленности, и естествознания, она представляет собрания ирландского серебра, стекла, текстиля и кружева. Национальный музей Ирландии содержит выдающиеся экземпляры замечательного искусства ковки по металлу раннего христианского периода в Ирландии, включая брошь из Тары, потир из Арды, и раку для колокола Св. Патрика (все датированы VIII веком), также как Лисморский Посох и Крест из Конга (оба XII века). Национальная галерея Ирландии имеет замечательное собрание картин всех школ. Большинство городов имеет общественные библиотеки и маленькие музеи. Интерес к театру в Ирландии достаточно силен. Знаменитый Театр Аббатства (Abbey Theatre) в Дублине, получает правительственные субсидии. Совет Искусств, орган, назначаемый премьер-министром, даёт субсидии организациям искусств и издателям; Организация «Gael-Linn» развивает ирландский язык и культуру.